# Káliföldpátok

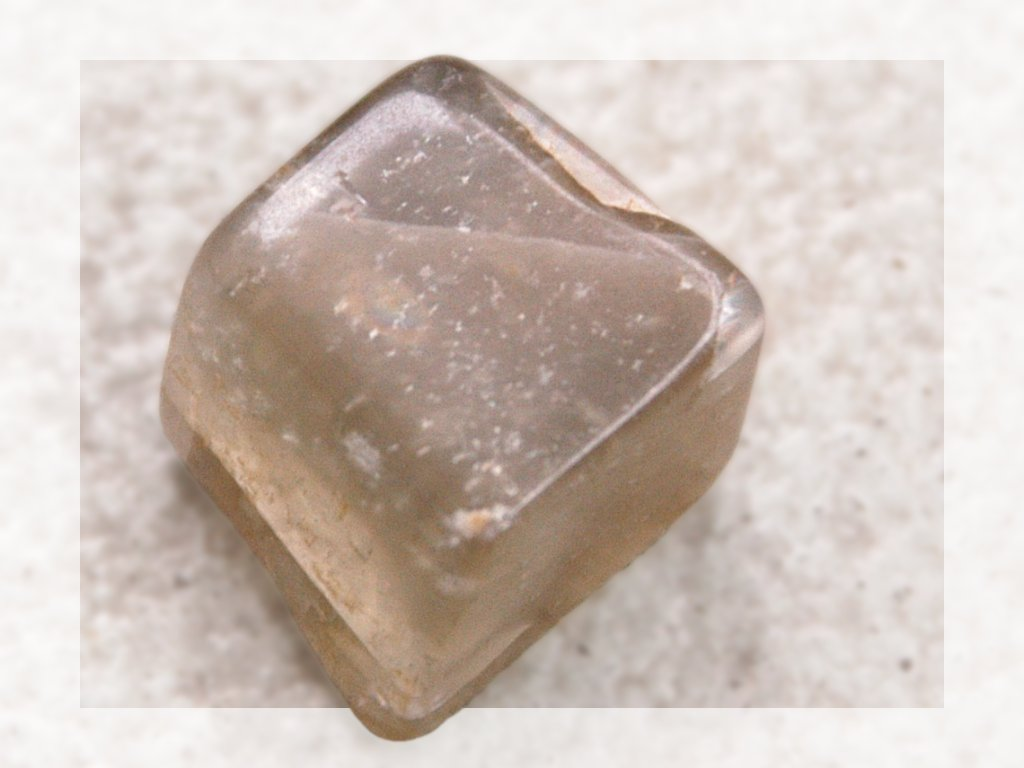
Egy káliföldpát, melynek neve ortoklász

A káliföldpátok csoportja egy a legfontosabb kőzetalkotó ásványok közül. Előfordulhatnak mélységi magmás kőzetekben és vulkáni kőzetekben egyaránt. Ilyen az ortoklász, mikroklin, valamint a szanidin.

## Megjelenés
A káliföldpátok legtöbbször üvegfényű ásványok, de lehetnek húsvörös vagy rózsaszín, esetleg fehér, színtelen vagy ritkán szürke színűek. Bennük gyakorta előfordul a finomszemcsés hematit, mely ezt a húsvörös színt okozza. Ritka jelenség, amikor a káliföldpátok kék vagy kékeszöld színben irizálnak. Ez a változat a holdkő. Az ortoklász és a mikroklin, melyek a mélységi kőzetekben fordulnak elő, mindig zömökebbek, és nagyobb méretű kristályokat alkotnak a plagioklászoknál. A szanidin viszont idiomorf, ami annyit jelent, hogy jellegzetes kristályosodási formájában kialakult, néha nyúlt szemcséket alkot. A káliföldpátok kiválóan hasadnak két irányban, ahol ezek a lapok nagy felületen üvegfénnyel csillannak be. Kéttagú ikreket alkotnak, ami annyit tesz, hogy az ikerkristályt az ikersíkok felszíni metszete két, majdnem azonos méretű lapra osztja. A keménységükről megemlíthető, hogy karcolják az üveget, viszont tűvel nem lehet karcolni őket.

## Megkülönböztetés
A káliföldpátokat gyakran össze lehet téveszteni a plagioklászokkal. Poliszintetikus ikresedés, valamint zónásság nem fordul elő rajtuk. De a rózsaszín és húsvörös szín viszont egyértelműen a káliföldpátokra jellemző. Néhány esetben a nefelinnel lehet összetéveszteni, de a nefelin gyengén hasad és zsírfényű.

## Jellemzése
- Alak: táblás, ritkán léces
- Méret: nagy
- Hasadás: több irányban kitűnő
- Szín: húsvörös, fehér, színtelen
- Fény: üveg (szanidin: gyöngyház)
- Ikresedés: kéttagú
- Zónásság: nincs
- Átalakulási termék: fehér, porszerű

## Előfordulása
A mikroklin és az ortoklász a savanyú mélységi magmás kőzetekben, valamint arkózában és más homokkövekben fordulhat elő. A szanidin a savanyú és neutrális vulkáni kőzetekben található meg.